# Tessmannia yangambiensis
Tessmannia yangambiensis är en ärtväxtart som beskrevs av J.Leonard. Tessmannia yangambiensis ingår i släktet Tessmannia och familjen ärtväxter. Inga underarter finns listade i Catalogue of Life.